# 묵음
묵음(默音, 영어: silent letter)은 철자상으로는 표기되나 실제로는 발음되지 않는 음을 말한다. 

## 한국어의 묵음
- 쌍자음(ㄲ, ㅆ)이 아닌 겹받침 중 일부: 닭[닥], 값어치[가버치] 등
  - 만약 겹받침 뒤에 모음으로 시작하는 형식 형태소가 오면 묵음이 되지 않는다. 예) 닭[닥]-닭이[달기], 값[갑]-값을[갑쓸]
- 모음과 모음 사이의 ㅎ 중 일부: 좋으니[조으니] 등

## 외국어의 묵음
- 영어: n 앞의 k/g(예: know, design), m 뒤의 n/b(예: column, lamb), r 앞의 w(예: write)
- 에스파냐어, 이탈리아어, 프랑스어, 포르투갈어: 첫음절 h(예: hostile(프), hipo(에), hoje(포), hangar(이))
  - 단 이중음자에 들어가는 h는 제외한다.
- 노르웨이어: 장모음과 모음 사이, l/n 뒤, 장모음 뒤의 d(예: spade, Roald, fjord, glad)
- 덴마크어: ds/dt/ld/nd/rd의 d, -ig의 g, u와 l 사이의 g, borg/berg의 g, l 뒤의 v(예: plads, herlig, fugl, Nyborg, halv)
- 독일어: l, m, n, r 앞의 h(예: nehmen, Stuhl, Zahn)

## 같이 보기
- 무음